# Bild-Ostrakon mit Maus und Katze am Speisetisch
In der ägyptischen Sammlung des Roemer- und Pelizaeus-Museums Hildesheim befindet sich eine polychrome Zeichnung auf einem Kalksteinsplitter (Ostrakon) aus dem Neuen Reich, 19. Dynastie, ca. 1290–1190 v. Chr., auf dem eine satirische Szene gezeigt wird, in der an Stelle von Menschen zwei Tiere an einem Opfertisch abgebildet sind (Inventarnummer PM 3988).

## Fundort, Größe und Erhaltungszustand
Der Fundort ist unbekannt, vermutet werden kann, dass das Ostrakon in Deir el-Medina gefunden wurde, da die meisten der erhaltenen Kalksteinostraka mit vergleichbaren Szenen von dort stammen. Das Ostrakon ist 10,5 cm hoch, 15 cm breit und 2 cm tief und ist gut erhalten, nur am unteren Rand sind Teile weggebrochen.

## Darstellung und Bedeutung
Auf dem Ostrakon wird eine Art von Fabel dargestellt. Am rechten Bildrand sitzt auf einem Klappstuhl eine Maus, die mit einem weit gebauschten und plissierten Schurz vornehm gekleidet ist. Dieser Schurz ist als eine männliche Tracht anzusehen. Die hängende Brust wie auch der hervorquellende Bauch sind typische Kennzeichen eines wohlbeleibten hohen Beamten. Die kleine Maus, vielmehr ein Mäuserich, wird somit als wohlhabender Beamter in der Funktion eines Opferempfängers charakterisiert. In der linken Hand hält der Mäuserich ein Tuch, mit der Rechten führt er eine Blüte, wohl einen Lotos, an seine Nase. Eine auf den Hinterbeinen stehende Katze mit eingeklemmtem Schwanz steht dem Mäuserich gegenüber und fächelt ihm in dienender Funktion mit einem breiten Handfächer frische Luft zu. Zwischen beiden Tieren liegt auf einem niedrigen Tisch eine zum Verzehr zubereitete Gans. Das Maul der Katze ist geöffnet. Satirische Themen wie diese finden sich auch in Erzählungen, wenn eigentlich unterlegene Tiere von ihren natürlichen Feinden hofiert werden.